# Commune rurale de Nykarleby
La commune rurale de Nykarleby (finnois : Uudenkaarlepyyn maalaiskunta, abrév. Uudenkaarlepyyn mlk, suédois : Nykarleby landskommun) est une ancienne municipalité d'Ostrobotnie en Finlande.

## Histoire
Le 1er janvier 1975, la communauté rurale de Nykarleby, Munsala et Jepua ont été rattachées à Nykarleby. 
Au 1er janvier 1974, la superficie de la commune rurale de Nykarleby était de 1 257,2 km2 et au 31 décembre 1974 elle comptait 1 971 habitants.
Avant sa disparition, les municipalités voisines de la commune rurale de Nykarleby étaient Jepua, Munsala, la commune rurale de Pedersöre, Purmo et Nykarleby.